# Morrison Hotel
Morrison Hotel (с англ. — «Отель Моррисона») — пятый студийный альбом американской рок-группы The Doors, выпущенный 1 февраля 1970 года.

## Об альбоме
Работа над диском началась осенью 1969 года. Одновременно собирался материал для концертного сборника, на необходимости выпуска которого настаивала звукозаписывающая компания Elektra, обескураженная неуспехом предыдущей пластинки The Soft Parade. На лицевой стороне обложки альбома — фотография группы через стекло в фойе гостиницы «Morrison Hotel», реально существовавшей в Лос-Анджелесе на Саут-Хоуп-стрит, дом 1246. На обратной стороне — фото закусочной под названием «Hard Rock Cafe» (это название затем было использовано известной сетью ресторанов Hard Rock Cafe).
Джим Моррисон:
Мы начинали с музыки, затем перешли к театру, но всё это было так дерьмово, что мы вернулись к музыке, к тому, с чего мы начинали, когда были простой рок-группой. И музыка стала значительно лучше, сделалась более интересной, профессиональной, композиционно собранной, но мне кажется, публике это не понравилось. Я думаю, она не смогла простить нам того, что во времена, когда мир так и не изменился в одно мгновение под воздействием великого возрождения духа, чувств и революционных настроений, мы по-прежнему играем хорошую музыку
Американский музыкальный критик Дэйв Марш написал в журнале «Creem»:

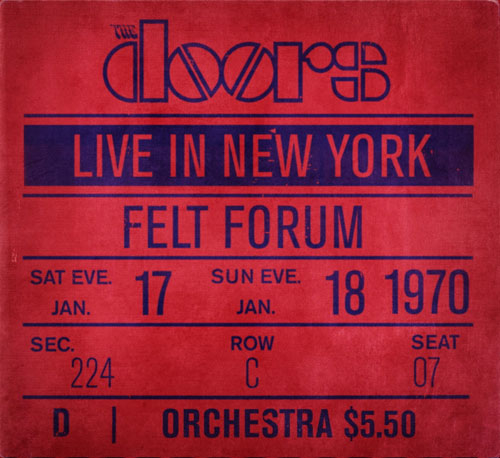
Афиша выступления на Felt Forum, Нью-Йорк, США

„The Doors“ подарили нам самый яростный рок-н-ролл, какой я когда-либо слышал. Когда они в ударе, рядом с ними просто некого поставить. Я убеждён, что это — лучшая пластинка, которую я слышал… до сих пор
Брюс Харрис «Jazz & Pop»:
Пятый альбом THE DOORS — совсем не то, чем он кажется на первый взгляд. И любой, кто скажет вам, что группа вернулась к „старому доброму рок-н-роллу“, наверняка перепутал Фабиана с Уолтом Уитменом, или слишком долго слушал The Moody Blues. Нет, The Doors возродились, восстановили из пепла многое из утерянного мастерства. Лирика альбома простирается от поэзии до притч. В руках этих музыкантов рок-н-ролл и вся его магия всегда наполнялись жизнью и никогда не нуждались в какой-либо особой трактовке. Все альбомы The Doors были насквозь автобиографичны, особенно несправедливо раскритикованный The Soft Parade. Он на самом деле лучше, чем вся эта кошмарная продукция огромного числа тех музыкантов, которые стремятся, чтобы их заметили. Morrison Hotel — при всех его автобиографических отсылках, — тот самый альбом, который действительно является альбомом об Америке… И, пожалуй, нет никаких сомнений, что Отель — одно из самых великих достижений музыки 70-х годов

## Список композиций
| #  | Сторона                                         | Оригинальное название | Перевод                     | Музыка / Слова                      | Время |
| -- | ----------------------------------------------- | --------------------- | --------------------------- | ----------------------------------- | ----- |
| 1  | 1. Hard Rock Cafe (с англ. — «Хард-рок-кафе»)   | Roadhouse Blues       | Трактирный Придорожный Блюз | Денсмор, Кригер, Манзарек, Моррисон | 4:04  |
| 2  | 1. Hard Rock Cafe (с англ. — «Хард-рок-кафе»)   | Waiting for the Sun   | В ожидании солнца           | Моррисон                            | 3:58  |
| 3  | 1. Hard Rock Cafe (с англ. — «Хард-рок-кафе»)   | You Make me Real      | Ты делаешь меня настоящим   | Моррисон                            | 2:50  |
| 4  | 1. Hard Rock Cafe (с англ. — «Хард-рок-кафе»)   | Peace Frog            | Лягушка мира                | Кригер, Моррисон                    | 2:52  |
| 5  | 1. Hard Rock Cafe (с англ. — «Хард-рок-кафе»)   | Blue Sunday           | Скорбное воскресенье        | Моррисон                            | 2:08  |
| 6  | 1. Hard Rock Cafe (с англ. — «Хард-рок-кафе»)   | Ship of Fools         | Корабль дураков             | Кригер, Моррисон                    | 3:06  |
| 7  | 2. Morrison Hotel (с англ. — «Отель Моррисона») | Land Ho!              | Земля впереди!              | Кригер, Моррисон                    | 4:08  |
| 8  | 2. Morrison Hotel (с англ. — «Отель Моррисона») | The Spy               | Шпион                       | Моррисон                            | 4:15  |
| 9  | 2. Morrison Hotel (с англ. — «Отель Моррисона») | Queen of the Highway  | Королева Дороги             | Кригер, Моррисон                    | 2:47  |
| 10 | 2. Morrison Hotel (с англ. — «Отель Моррисона») | Indian Summer         | Бабье лето                  | Кригер, Моррисон                    | 2:33  |
| 11 | 2. Morrison Hotel (с англ. — «Отель Моррисона») | Maggie M’Gill         | Мэгги МакГилл               | Денсмор, Кригер, Манзарек, Моррисон | 4:24  |

### Переиздания
- 1999 — часть The Complete Studio Recordings
- 2006 — мультимедийная версия, часть комплекта Perception
- 2020 — 50th Anniversary Deluxe Edition

## Комментарии к песням
В целом альбом встретил положительную критику, отметившую, в частности, что тексты группы стали более человечны и автобиографичны.
Roadhouse Blues. В композиции присутствует партия на губной гармонике в исполнении Джона Себастьяна. Первоначально данное название планировалось использовать для альбома в целом. «Let it roll» — строчка имеет то ли сексуальный, то ли наркотический оттенок. Композиция насыщена испанскими словечками, которые любил вставлять Моррисон при исполнении песен. Надо ли говорить, что большинство из них имеет явно сексуальную и не совсем приглядную направленность (например, chucha — сука, chaca — ракушка). Однако в правильности записи большинства из этих словечек следует усомниться из-за некомпетентности переписчиков текста в испанском языке.
Waiting for the Sun. Песня предназначалась для одноимённого альбома, но так и не вошла в него.
Peace Frog. Образована из двух поэм Моррисона «Dawn’s Highway» и «Newborn Awakening». Песня имеет автобиографический оттенок, повествуя о дорожном автопроисшествии из его детских воспоминаний («Indian scattered… eggshell mind» — строчки, использованные впоследствии в альбоме An American Prayer), а также перекликаясь с инцидентом ареста Моррисона в Нью Хэйвене. «Blood in the streets in the town of Chicago» — намёк на жестокость чикагской полиции, проявленную при разгоне молодёжной демонстрации в поддержку съезда демократической партии, проходившего в Чикаго летом 1968 года. Для записи своей партии Кригер использовал эффект вау-вау: «Я не слишком часто пользовался такими эффектами, потому что Пол Ротшильд советовал нам не использовать идеи, которые ассоциируются с другими людьми».
Blue Sunday, Maggie M’Gill. Песни, вероятно, посвящены Памеле, подруге Моррисона.

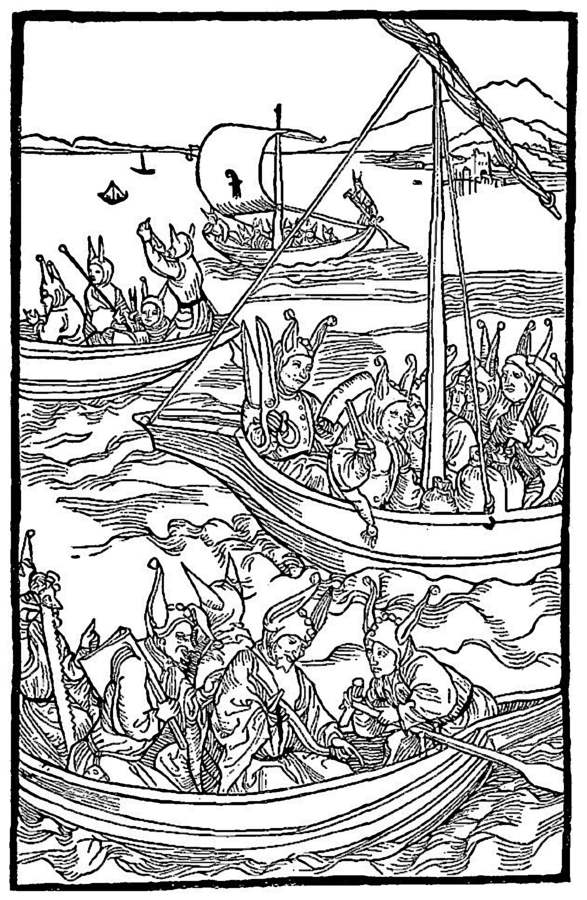
А. Дюрер. Дураки в лодках —
иллюстрация из книги Бранта

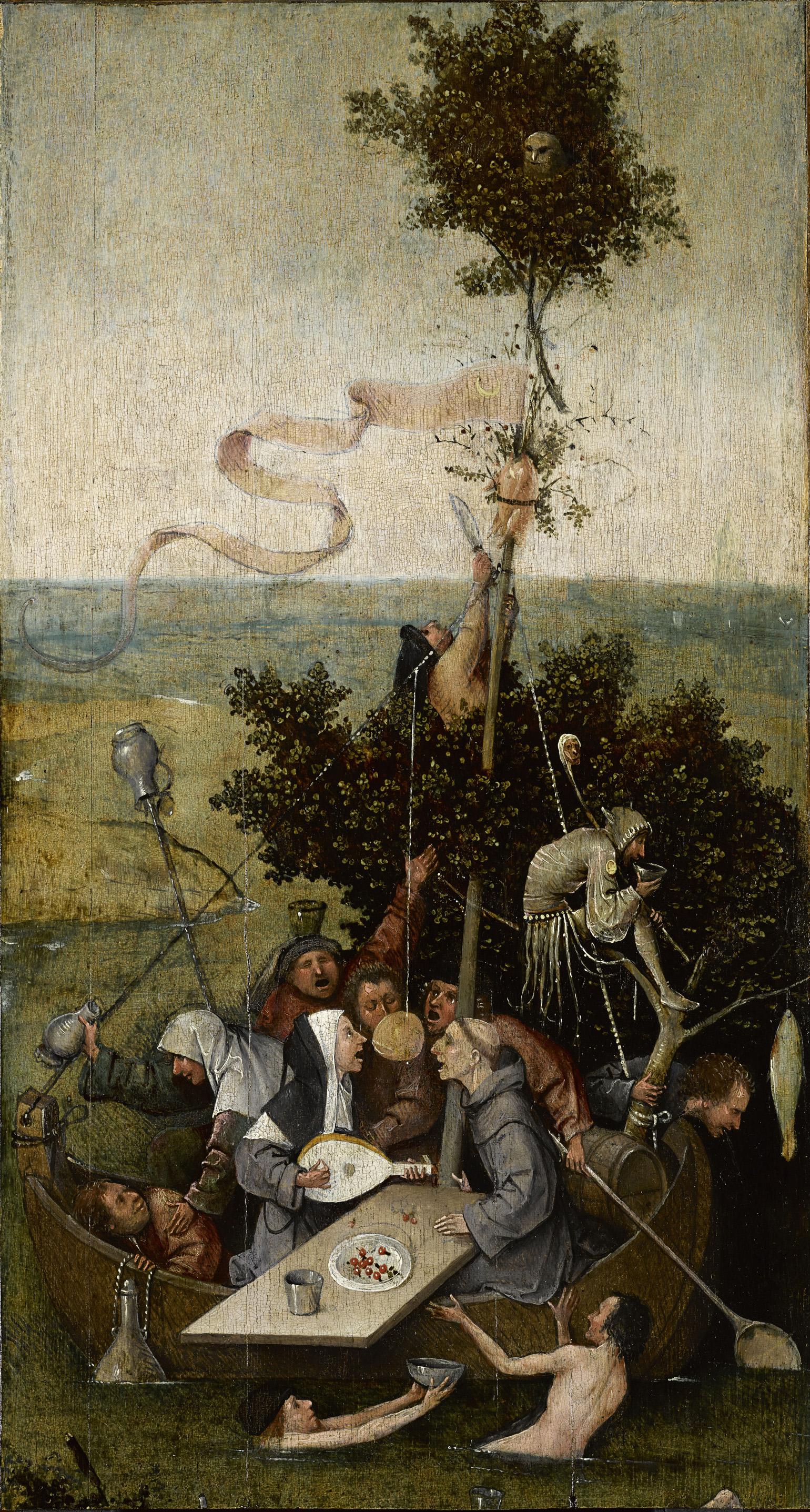
И. Босх
Корабль дураков

Ship of Fools. Образ, использующийся в песне, известен в культуре различных народов. Впервые он был упомянут в аллегорическом цикле стихов немецкого профессора Себастьяна Бранта (1458—1521) Иллюстрации к книге «Корабль дураков» выполнил Альбрехт Дюрер (1471—1528) Позже другой великий художник, Иероним Босх (1460—1516) написал картину на эту тему. В 1962 г. под таким названием вышел роман американской писательницы Кэтрин Энн Портер (1890—1980), писавшийся целых 20 лет. Позже роман был экранизирован. По сведениям некоторых исторических источников, в Средневековье на более непригодных для плавания кораблях периодически вывозили в море городских сумасшедших и расстреливали эти корабли с живым грузом из пушек, установленных на причалах.
Land Ho!. Эта песня, как и её предшественница, посвящена морским путешествиям, духу первооткрывательства, жизни в океане; в ней есть и отсылка к первым европейцам, прибывшим к американским берегам. Песня родилась из стихотворения Моррисона, чьи отец и дед были моряками. «If I get my hands… marry you» — старая морская распевка гребцов.
The Spy. Данный образ позаимствован Моррисоном из романа «Шпион в доме любви» Анаис Нин (1902—1977), изданного в 1954 году.
Indian Summer. Одна из самых старых песен The Doors, появившаяся на демозаписи ещё в 1965 году. Группа записывала её для своего первого альбома, но качество той записи артистов не устроило. Песня заметно отличается от остального материала альбома более мягким балладным звучанием. По словам Кригера, это песня о любви, хотя Моррисоном и затрагивается тема смерти.

## Участники записи
- Джим Моррисон — вокал
- Рэй Манзарек — клавишные, басовый синтезатор, бэк-вокал
- Робби Кригер — гитара, бас-гитара, бэк-вокал
- Джон Денсмор — ударные